# Ronde van Frankrijk 2024/Negende etappe
De negende etappe van de Ronde van Frankrijk 2024 was een heuvelrit gepaard met 14 grindstroken, met een lengte van 199 kilometer. De etappe werd verreden op 7 juli met start en finish in Troyes.

## Parcours
Er werden niet alleen heuvels beklommen, maar in de Tour van 2024 werden ook voor het eerst gravelstroken voor de wielen geschoven van de renners. Heen en terug richting Troyes werd 32 kilometer van de chemins blancs gedropt, verspreid over 14 stroken. Met 2.000 hoogtemeters en 6 van de 14 grindstroken in de laatste 33 kilometer, waren er tijdsverschillen te verwachten, omdat lekke banden niet te vermijden zijn. Pech is natuurlijk van extra belang, vooral dan in de slotfase. 

## Verloop
Na een chaotische rit over de chemins blancs rondom Troyes in droge maar stoffige wegen werd de Fransman Anthony Turgis winnaar. Voor Jasper Stuyven duurde de wedstrijd één kilometer te lang. Op 10 kilometer van de streep ging Stuyven van Lidl-Trek in de aanval, maar zijn poging was tevergeefs. Onder de vod van 1 kilometer moest hij zich gewonnen geven. De Leuvenaar heeft nu elke plaats in de top tien van een Tourrit bezet, behalve als ritwinnaar.
In de sprint was Turgis de beste sprinter voor zijn medevluchters Tom Pidcock en de Canadees Derek Gee. De klassementsrenners eindigden samen op ongeveer 2 minuten van de ritwinnaar, waardoor Tadej Pogačar in het geel bleef.
| Troyes – Troyes (199 km) |                  |                       |          |
| Plaats                   | Naam             | Ploeg                 | Tijd     |
| 1                        | Anthony Turgis   | TotalEnergies         | 4u19'43" |
| 2                        | Tom Pidcock      | INEOS Grenadiers      | z.t.     |
| 3                        | Derek Gee        | Israel-Premier Tech   | z.t.     |
| 4                        | Alex Aranburu    | Movistar Team         | z.t.     |
| 5                        | Ben Healy        | EF Education-EasyPost | +2"      |
| 6                        | Alexey Lutsenko  | Astana Qazaqstan      | z.t.     |
| 7                        | Javier Romo      | Movistar Team         | +12"     |
| 8                        | Jasper Stuyven   | Lidl-Trek             | +18"     |
| 9                        | Biniam Girmay    | Intermarché-Wanty     | + 1'17"  |
| 10                       | Michael Matthews | Team Jayco AlUla      | z.t.     |

 –  Jasper Stuyven was de strijdlustigste renner van de negende etappe.

## Klassementen

### Algemeen klassement
| Algemeen klassement (gele trui) |                  |                         |           |
| Plaats                          | Naam             | Ploeg                   | Tijd      |
| Gele trui                       | Tadej Pogačar    | UAE Team Emirates       | 35u42'42" |
| 2                               | Remco Evenepoel  | Soudal Quick-Step       | + 33"     |
| 3                               | Jonas Vingegaard | Team Visma-Lease a Bike | + 1'15"   |
| 4                               | Primož Roglič    | BORA-hansgrohe          | + 1'36"   |
| 5                               | Juan Ayuso       | UAE Team Emirates       | + 2'16"   |
| 6                               | João Almeida     | UAE Team Emirates       | + 2'17"   |
| 7                               | Carlos Rodríguez | INEOS Grenadiers        | + 2'31"   |
| 8                               | Mikel Landa      | Soudal Quick-Step       | + 3'35"   |
| 9                               | Derek Gee        | Israel-Premier Tech     | +4'02"    |
| 10                              | Matteo Jorgenson | Team Visma-Lease a Bike | + 4'03"   |

### Puntenklassement
| Puntenklassement (groene trui) |                  |                    |        |
| Plaats                         | Naam             | Ploeg              | Punten |
| Groene trui                    | Biniam Girmay    | Intermarché-Wanty  | 224    |
| 2                              | Jasper Philipsen | Alpecin-Deceuninck | 128    |
| 3                              | Jonas Abrahamsen | Uno-X Mobility     | 107    |
| 4                              | Anthony Turgis   | TotalEnergies      | 96     |
| 5                              | Arnaud De Lie    | Lotto Dstny        | 92     |

### Bergklassement
| Bergklassement (bolletjestrui) |                  |                         |        |
| Plaats                         | Naam             | Ploeg                   | Punten |
| Bolletjestrui                  | Jonas Abrahamsen | Uno-X Mobility          | 33     |
| 2                              | Tadej Pogačar    | UAE Team Emirates       | 20     |
| 3                              | Valentin Madouas | Groupama-FDJ            | 16     |
| 4                              | Jonas Vingegaard | Team Visma-Lease a Bike | 15     |
| 5                              | Remco Evenepoel  | Soudal Quick-Step       | 12     |

### Jongerenklassement
| Jongerenklassement (witte trui) |                   |                         |           |
| Plaats                          | Naam              | Ploeg                   | Tijd      |
| Witte trui                      | Remco Evenepoel   | Soudal Quick-Step       | 35u43'15" |
| 2                               | Juan Ayuso        | UAE Team Emirates       | + 1'43"   |
| 3                               | Carlos Rodríguez  | INEOS Grenadiers        | +1'58"    |
| 4                               | Matteo Jorgenson  | Team Visma-Lease a Bike | +3'30"    |
| 5                               | Santiago Buitrago | Bahrain Victorious      | +5'20"    |

### Ploegenklassement
| Ploegenklassement |                   |            |
| Plaats            | Ploeg             | Tijd       |
|                   | UAE Team Emirates | 107u13'01" |
| 2                 | Soudal Quick-Step | +6'04"     |
| 3                 | INEOS Grenadiers  | +6'45"     |
| 4                 | BORA-hansgrohe    | +7'41"     |
| 5                 | Movistar Team     | +12'41"    |

## Uitvaller
- Mads Pedersen (Lidl-Trek): Niet meer gestart na kwetsuren na val in de 5e rit.

1e etappe ·
2e etappe ·
3e etappe ·
4e etappe ·
5e etappe ·
6e etappe ·
7e etappe ·
8e etappe ·
9e etappe ·
10e etappe ·
11e etappe ·
12e etappe ·
13e etappe ·
14e etappe ·
15e etappe ·
16e etappe ·
17e etappe ·
18e etappe ·
19e etappe ·
20e etappe ·
21e etappe
Startlijst · Eindstanden · Afbeeldingen